# COGAM
El Colectivo de Lesbianas, Gays, Transexuales, Bisexuales e Intersexuales de Madrid (Cogam) es una ONG española, con ámbito de actuación en la Comunidad de Madrid y perteneciente a la FELGTBI+ (Federación Española LGTBI+), constituida como asociación, sin ánimo de lucro y declarada de utilidad pública en el Boletín Oficial del Estado, que trabaja por los derechos de lesbianas, gays, transexuales y bisexuales. Su local principal está localizado en el entorno de barrio de Chueca de Madrid. Entre sus logros destacados (en colaboración con otros grupos LGTB) figuran: la legalización del matrimonio homosexual en España, la promulgación de la Ley de Identidad de Género y la celebración en Madrid del Europride 2007 y WorldPride Madrid 2017.

## Historia
El Colectivo Gay de Madrid, COGAM, nació el 29 de septiembre de 1986, tras un seminario durante los meses de abril y mayo sobre sexualidad, en el que participó entre otros Jordi Petit, convocado por la Coordinadora de Frentes de Liberación Homosexual del Estado Español (COFLHEE) en la sede de la Sociedad Sexológica de Madrid. En 1988 proponen a la COFLHEE (y esta acepta) un proyecto de Ley Antidiscriminatoria con las reivindicaciones irrenunciables que, a su juicio, deberían asumir los partidos políticos. 
De sus postulados revolucionarios iniciales el COGAM va evolucionando hacia posturas políticas más moderadas y posibilistas; esto le llevará en 1991 a abandonar la COFLHEE por considerarla demasiado radical y supondrá la escisión del propio COGAM: algunos de sus miembros fundan La Radical Gai, un grupo combativo, antisistema y muy beligerante contra la Iglesia católica.
En 1992 el COGAM impulsa la creación de la Federación Estatal de Gays y Lesbianas (FEGL), que posteriormente se convertiría en la FELGT, más tarde en la FELGTB y finalmente, en 2021, en la FELGTBI+. En 1993 presenta un proyecto de Ley de Parejas y firma con la Comunidad de Madrid el primer convenio estable de apoyo a las actividades del COGAM.
A lo largo de la historia de COGAM ha habido escisiones de sus miembros creándose Fundación Triángulo en 1996, al igual que paso con CRISMHOM Comunidad cristiana LGTBI+H.
En sus Estatutos actuales se define como una asociación LGTB+, feminista, laica y apartidista.

## Publicaciones
En 1987 se comienza a publicar la revista bimestral Entiendes...?, que dirigirá Pedro Antonio Pérez. A finales de 1997 y principios de 1998, gracias a la colaboración entre el Centro Nacional de Epidemiología, el Instituto de Salud Carlos III, la Secretaría del Plan Nacional sobre el sida y el COGAM, se realizó entre los lectores de la revista uno de los estudios más importantes sobre conductas sexuales de riesgo y el uso de medidas de prevención para evitar la infección por VIH.

## Polémicas
El COGAM ha estado muy presente en todos los debates y reivindicaciones concernientes a los derechos de LGBTI y a menudo sus declaraciones y acciones han suscitado polémica en medios conservadores, como sus críticas a la Santa Sede o su campaña a favor de la apostasía de la fe católica.
Desde sectores del propio movimiento gay en España, se ha criticado en ocasiones con frecuencia a COGAM como impulsores de cierta mercantilización de la cultura gay en la línea de la llamada peseta rosa o euro rosa. Durante los "XIX Encuentros Estatales LGBT" celebrados en 2007, a los que asistieron 47 asociaciones incluyendo COGAM, se aprobó desarrollar un código ético de conducta en las relaciones de las asociaciones LGBTI con las empresas privadas.

## Actividades
Los fines de esta asociación recogidos en sus estatutos son: 
- La defensa de los Derechos Humanos recogidos en la Carta de las Naciones Unidas y de manera especial aquellos que se refieren a lesbianas, gais, transexuales y bisexuales, a su dignidad como personas, al libre desarrollo de su personalidad, a la búsqueda de la igualdad social, a la eliminación de discriminaciones, etc. en consonancia con los Principios de Yogyakarta.
- Trabajar por una sociedad más plural y respetuosa, promoviendo las condiciones para que la libertad y la igualdad de las personas y de los grupos en que se integren sean reales y efectivas.
- Promover la completa equiparación legal y social de todas las personas independientemente de su orientación o identidad sexual y de las relaciones afectivo-sexuales que tengan con pleno consentimiento de otra/s persona/s.
- Promover la eliminación de cualquier comportamiento homófobo o tránsfobo.
- Promover la eliminación de cualquier discriminación a las personas que viven con el VIH. Derecho a asistencia médica y psicosocial pública y gratuita a todas las personas seropositivas.

Las actividades y tareas que se realizan desde COGAM dirigidas genéricamente al colectivo LGTB son: 
- Actividades tendentes a cubrir necesidades de carácter psicosocial:
  - SOS Homo-Transfobia: servicio nacional de ayuda a víctimas LGTB por homofobia o transfobia, ayudando en la denuncia y asistiendo a las víctimas.
  - Acogida: toma de contacto de primera atención mediante una entrevista personalizada en la que se procede a recoger y proporcionar información recíproca entre el usuario y el profesional.
  - Información, orientación y asesoramiento.
  - Tratamiento y seguimiento de casos: relación de ayuda con counselling.
  - Atención telefónica directa.
  - Elaboración de material de formación.
  - Elaboración de recursos para lesbianas, gais, transexuales y bisexuales.
  - Recogida de datos estadísticos.
  - Creación de Grupos de Trabajo monográficos: gais, lesbianas, transexuales, bisexuales, tercera edad, sordos, padres y madres, salida del armario o "coming out", VIH, etc.
  - Actividades de formación.
  - Estudios de la actualidad popular y técnica que desde la psicología aborden la homosexualidad y la transexualidad.

- Actividades tendentes a cubrir necesidades de carácter jurídico, sanitario, educativo, cultural y deportivo:
  - Información, orientación y asesoramiento a particulares y entidades.
  - Elaboración de material informativo y de formación.
  - Actividades de formación.
  - Actividades de coordinación con servicios públicos.
  - Asesoramiento a particulares y entidades en estudios que desde el ámbito educativo aborden la homosexualidad y la transexualidad.
  - Y otras de análoga naturaleza.

## Grupos, comisiones de trabajo y servicios
Los grupos, servicios y comisiones de trabajo del COGAM aglutinan a personas socias y/o voluntarias con inquietudes similares.

### Grupos
- Bisexuales, Entender en Positivo (VIH), Familias Trans-formando, Jóvenes, Jóvenes Trans, Lesbianas, Mayores, Migrantes, Padres y Madres, Trans...
- Diversas comisiones: Derechos Humanos, Comisión de Educación...
- De socialización, cultura y deporte: English conversation, Teatro, Senderismo, Espiritualidad...

### Servicios
- Asesorías (Jurídica, Médica/Sanitaria, Sexológica (VIH), Psicológica..)
- Educación en Centros de Educación Primaria y Secundaria de la Comunidad de Madrid. Además de charlas, elaboración de materiales, estudios....
- Televisión (COGAM TV)
- Salud:
  - Prevención de VIH. Chemsex, PreEP, prueba rápida, Información, trabajo sexual...
  - ITS (infecciones de transmisión sexual)
  - Nexus (VIH/Sida)
- Servicio de información LGTBI+ (@Gayinfor-COGAM).
- Servicio de orientación a jóvenes.

### Convenios
Tanto con las Administraciones Públicas, Colegios Profesionales, Universidades, otras asociaciones e instituciones.

### Eventos
Entre las muchas actividades que se realizan anualmente, destacan:
- Orgullo de Madrid, siendo también el Orgullo Estatal (organizado por COGAM, FELGTBI+ y AEGAL) con el patrocinio del Ayuntamiento de Madrid. Consta de múltiples actividades culturales, concesión de premios Triángulo, conciertos de música, actos y eventos deportivos, arte, etc., coincidiendo con el Orgullo LGTBI que se celebra el 28 de junio y la manifestación del Orgullo de Madrid, el primer sábado de julio.
- Día Internacional contra la Homofobia, la Transfobia y la Bifobia, el 17 de mayo.
- Exposiciones de fotografía itinerante como Photolés de visibilidad lésbica.
- Actos del 1 de diciembre Día Mundial de la Lucha contra el Sida, colocación del lazo en la Puerta de Alcalá y acto in memoriam + mesa informativa.

## Organizaciones relacionadas
- Federación Estatal de Lesbianas, Gais, Transexuales y Bisexuales
- Asociación Internacional de Gais y Lesbianas
- Consejo de la Juventud de la Comunidad de Madrid
- Coordinadora Estatal de Sida